# 臨床シミュレーション
臨床シミュレーション（りんしょうシミュレーション、英Clinical Simulation）とは、医学教育の一手法として、臨床の現場環境を様々な手法を用いて模擬環境として再現し、そこで医療に関する手技を研修するもので、国際的にも幅広く行われている臨床教育法である。
医療がチーム医療により行われる場合が多いため、研修もグループで行う場合が多い。ERのように複数の職種が関与する状況を想定する研修では、他職種合同の臨床シミュレーションを行うことが推奨される。
臨床シミュレーション研修の開発は欧米諸国ですすめられており、日本では国外からの導入が主流となっている。しかし医療システム、各職種の定義などは、国により異なる場合があり、日本の医療システムに合わせた臨床シミュレーションの需要は高まっている。ERでの脳卒中の初期診療を対象としたISLSコースは、日本で開発された臨床シミュレーションであり、この領域の研究者集団として日本臨床シミュレーション機構が2007年より活動を開始している。

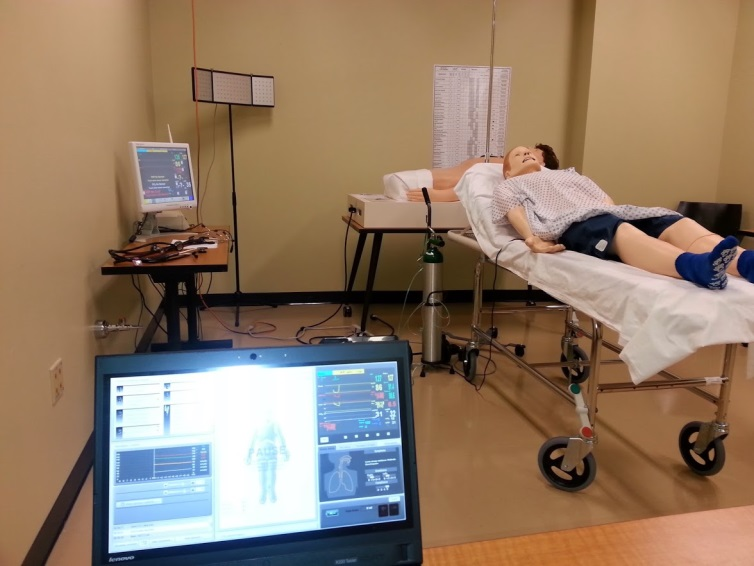
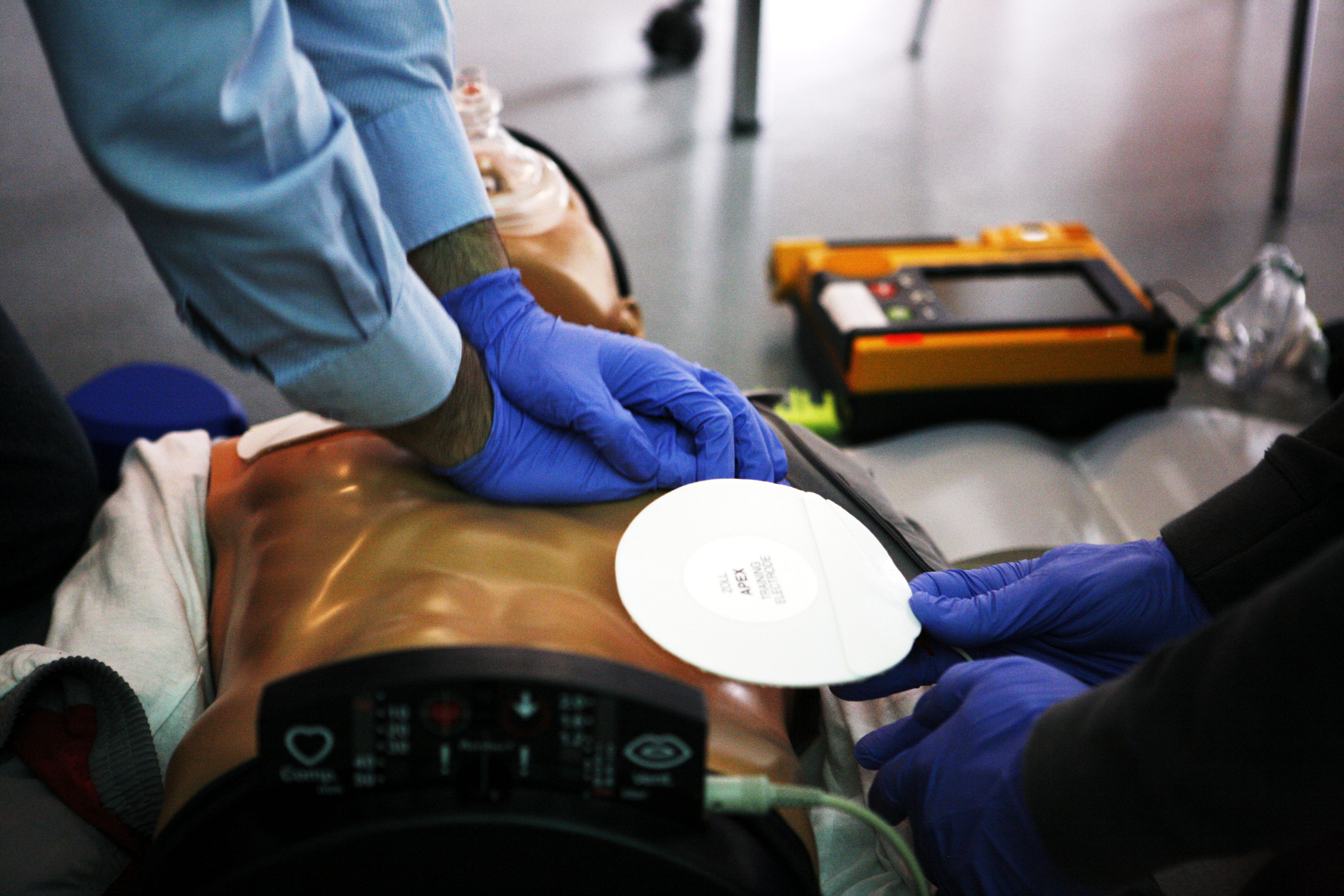
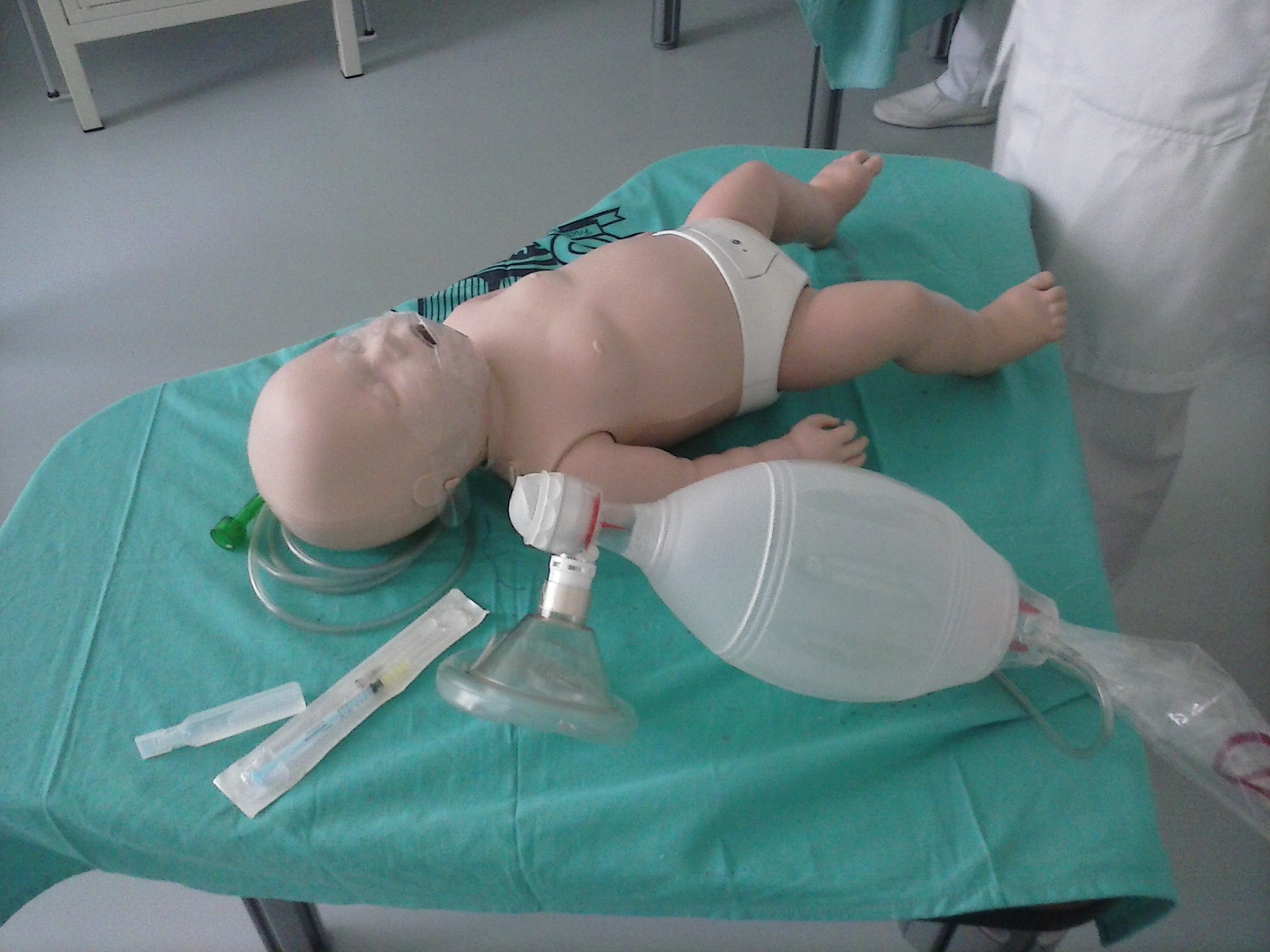